# Aaricia
Aaricia est le quatorzième tome de la série de bande dessinée Thorgal, dont le scénario a été écrit par Jean Van Hamme et les dessins réalisés par Grzegorz Rosiński.

## Synopsis
Cet album se compose de quatre histoires courtes qui se déroulent pendant l'enfance d'Aaricia, de la même façon que L'Enfant des étoiles relatait l'enfance de Thorgal. Dans Aaricia, les quatre histoires sont :
- La montagne d'Odin
- Première neige
- Holmganga
- Les larmes de Tjahzi

L'album relate en particulier les origines d'Aaricia, son étrange et merveilleux voyage dans un autre monde et sa rencontre avec un dieu bienveillant, Vigrid, qui lui apprend d'où elle vient.

## Personnages
Personnages par ordre d'apparition :
- Aaricia
- Thorgal
- Leif Haraldson
- Gandalf-le-fou
- Bjorn Gandalfson
- Hiérulf-le-penseur
- Vigrid
- Hrun
- Solveig

## Publication
- Le Lombard, mai 1989,  (ISBN 978-2-8036-0745-7)
- Le Lombard, juin 2001,  (ISBN 978-2-8036-1687-9)